# Numancia (Aklan)
Numancia é um município de  quarta classe de renda municipal (d) na província Aklan, nas Filipinas. De acordo com o censo de 1 de maio  de  2020 possui uma população de 35 693 pessoas e 8 608 domicílios.